# Erbè
Erbè är en ort och kommun i provinsen Verona i regionen Veneto i Italien. Kommunen hade 1 920 invånare (2018).